# Gran Premio de Fourmies 2016
La 84.ª edición del Gran Premio de Fourmies fue una carrera ciclista qué se disputó el 4 de septiembre de 2016. Formó parte del UCI Europe Tour 2016 en su máxima categoría 1.HC.

## Equipos participantes
| WorldTeams (5)- Etixx-Quick Step - FDJ - Astana - AG2R La Mondiale - Lampre-Merida Equipos continentales profesionales (12)- Direct Énergie - Cofidis, Solutions Crédits - Wanty-Groupe Gobert - Bora-Argon 18 - Fortuneo-Vital Concept - Roompot-Oranje Peloton - Topsport Vlaanderen-Baloise - Gazprom-RusVelo - Stölting Service Group - Wilier Triestina-Southeast - Nippo-Vini Fantini - Delko-Marseille Provence-KTM Equipos continentales (5)- Wallonie Bruxelles-Group Protect - Roubaix Métropole européenne de Lille - Crelan-Vastgoedservice - HP BTP-Auber 93 - Armée de terre |
| |

## Resultados
| \| Clasificación general \| Clasificación general \| Clasificación general \| Clasificación general \| Clasificación general \| \| Ciclista \| Ciclista \| Equipo \| Tiempo \| \| \| --------------------- \| --------------------- \| ------------------------------------- \| --------------------- \| --------------------- \| \| 1.º \| Marcel Kittel \| Etixx-Quick Step \| 4 h 48 min 32 s \| \| \| 2.º \| Nacer Bouhanni \| Cofidis, Solutions Crédits \| + 0 s \| \| \| 3.º \| Bryan Coquard \| Direct Énergie \| + 0 s \| \| \| 4.º \| Romain Feillu \| HP BTP-Auber 93 \| + 0 s \| \| \| 5.º \| Manuel Belletti \| Wilier Triestina-Southeast \| + 0 s \| \| \| 6.º \| Arnaud Démare \| FDJ \| + 0 s \| \| \| 7.º \| Amaury Capiot \| Topsport Vlaanderen-Baloise \| + 0 s \| \| \| 8.º \| Sam Bennett \| Bora-Argon 18 \| + 0 s \| \| \| 9.º \| Samuel Dumoulin \| AG2R La Mondiale \| + 0 s \| \| \| 10.º \| Baptiste Planckaert \| Wallonie Bruxelles-Group Protect \| + 0 s \| \| \| 11.º \| Raymond Kreder \| Roompot-Oranje Peloton \| + 0 s \| \| \| 12.º \| Alo Jakin \| HP BTP-Auber 93 \| + 0 s \| \| \| 13.º \| Julien Duval \| Armée de terre \| + 0 s \| \| \| 14.º \| Ruslan Tleubayev \| Astana \| + 0 s \| \| \| 15.º \| Evaldas Šiškevicius \| Delko-Marseille Provence-KTM \| + 0 s \| \| \| 16.º \| Rudy Barbier \| Roubaix Métropole européenne de Lille \| + 0 s \| \| \| 17.º \| Roman Maikin \| Gazprom-RusVelo \| + 0 s \| \| \| 18.º \| Steven Tronet \| Fortuneo-Vital Concept \| + 0 s \| \| \| 19.º \| Ígor Bóyev \| Gazprom-RusVelo \| + 0 s \| \| \| 20.º \| Nicolas Marini \| Nippo-Vini Fantini \| + 0 s \| \| \| 21.º \| Gerry Druyts \| Crelan-Vastgoedservice \| + 0 s \| \| \| 22.º \| Adrien Petit \| Direct Énergie \| + 0 s \| \| \| 23.º \| Sacha Modolo \| Lampre-Merida \| + 0 s \| \| \| 24.º \| Roberto Ferrari \| Lampre-Merida \| + 0 s \| \| \| 25.º \| Fabian Wegmann \| Stölting Service Group \| + 0 s \| \| |                     |                                       |                 |
| |                     |                                       |                 |
| Fuente: ProCyclingStats |                     |                                       |                 |
| Clasificación general |                     |                                       |                 |
| Ciclista | Ciclista            | Equipo                                | Tiempo          |
| 1.º | Marcel Kittel       | Etixx-Quick Step                      | 4 h 48 min 32 s |
| 2.º | Nacer Bouhanni      | Cofidis, Solutions Crédits            | + 0 s           |
| 3.º | Bryan Coquard       | Direct Énergie                        | + 0 s           |
| 4.º | Romain Feillu       | HP BTP-Auber 93                       | + 0 s           |
| 5.º | Manuel Belletti     | Wilier Triestina-Southeast            | + 0 s           |
| 6.º | Arnaud Démare       | FDJ                                   | + 0 s           |
| 7.º | Amaury Capiot       | Topsport Vlaanderen-Baloise           | + 0 s           |
| 8.º | Sam Bennett         | Bora-Argon 18                         | + 0 s           |
| 9.º | Samuel Dumoulin     | AG2R La Mondiale                      | + 0 s           |
| 10.º | Baptiste Planckaert | Wallonie Bruxelles-Group Protect      | + 0 s           |
| 11.º | Raymond Kreder      | Roompot-Oranje Peloton                | + 0 s           |
| 12.º | Alo Jakin           | HP BTP-Auber 93                       | + 0 s           |
| 13.º | Julien Duval        | Armée de terre                        | + 0 s           |
| 14.º | Ruslan Tleubayev    | Astana                                | + 0 s           |
| 15.º | Evaldas Šiškevicius | Delko-Marseille Provence-KTM          | + 0 s           |
| 16.º | Rudy Barbier        | Roubaix Métropole européenne de Lille | + 0 s           |
| 17.º | Roman Maikin        | Gazprom-RusVelo                       | + 0 s           |
| 18.º | Steven Tronet       | Fortuneo-Vital Concept                | + 0 s           |
| 19.º | Ígor Bóyev          | Gazprom-RusVelo                       | + 0 s           |
| 20.º | Nicolas Marini      | Nippo-Vini Fantini                    | + 0 s           |
| 21.º | Gerry Druyts        | Crelan-Vastgoedservice                | + 0 s           |
| 22.º | Adrien Petit        | Direct Énergie                        | + 0 s           |
| 23.º | Sacha Modolo        | Lampre-Merida                         | + 0 s           |
| 24.º | Roberto Ferrari     | Lampre-Merida                         | + 0 s           |
| 25.º | Fabian Wegmann      | Stölting Service Group                | + 0 s           |

- Datos: Q20872500
- Multimedia: Grand Prix de Fourmies 2016 / Q20872500